# La Visite médicale
La Visite médicale – ou Rue des Moulins, 1894 – est un tableau réalisé par le peintre français Henri de Toulouse-Lautrec en 1894. De format vertical, cette huile sur carton sur bois est une scène de genre qui représente deux prostituées attendant de passer un examen médical dans un bordel de la rue des Moulins, à Paris. Aperçues par leur profil gauche, elles se tiennent debout en relevant le bas de leur blouse, laquelle est de couleur lilas pour la blonde qui se tient devant et vert d'eau pour la rousse qui la suit. Achetée à l'artiste par Paul Gallimard, l'œuvre devient plus tard la propriété de Paul Cassirer et Étienne Bignou, qui en mai 1930 la revendent à Chester Dale. Legs de ce dernier en 1963, elle est conservée à la National Gallery of Art, à Washington, aux États-Unis.

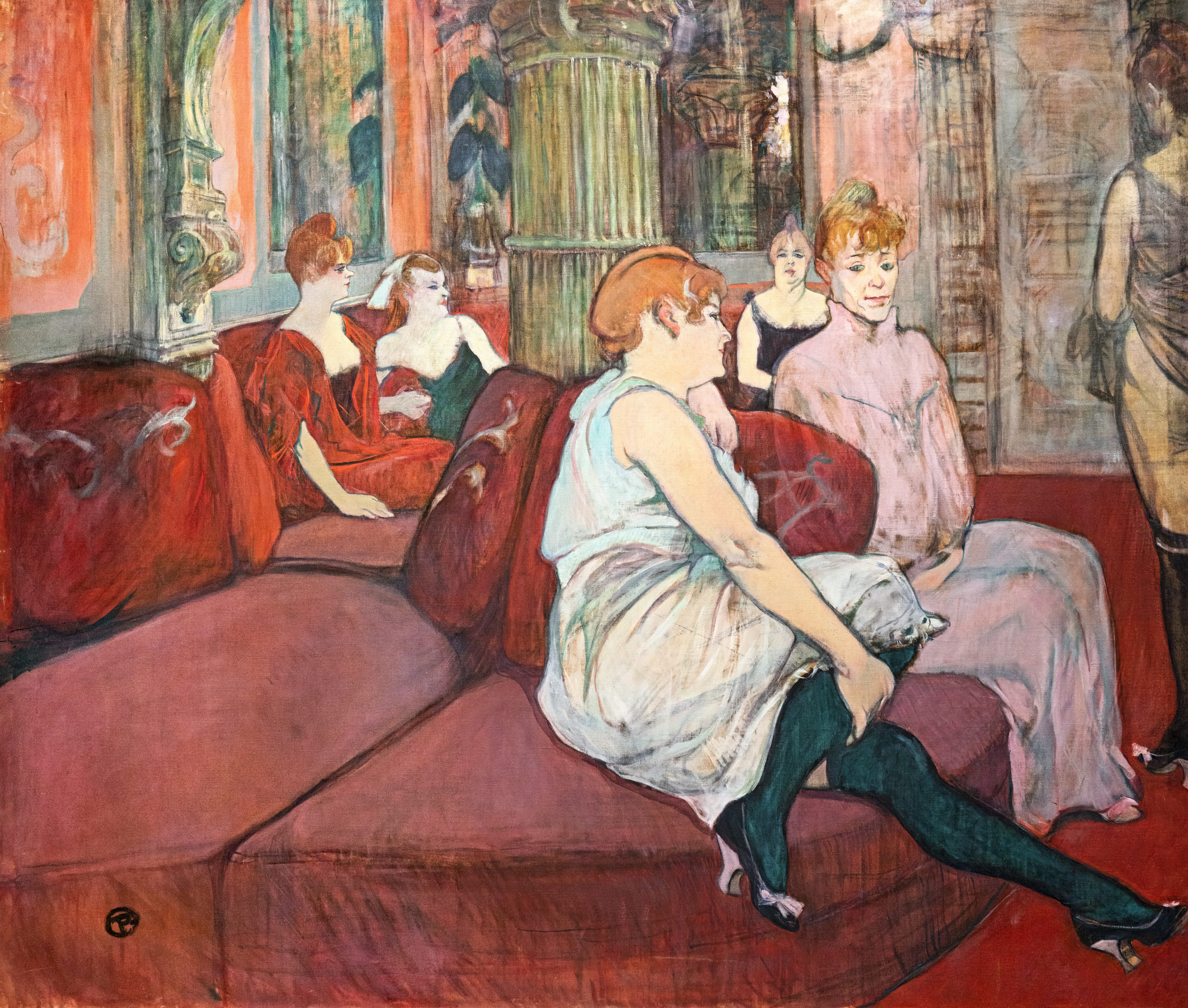
Salon de la rue des Moulins, 1894-1895 – Musée Toulouse-Lautrec, Albi.